# Museum der bildenden Künste
Museum der bildenden Künste i Leipzig är ett konstmuseum grundat 1848. 
Museet har huserat i flera olika byggnader; från 1850 och till 1943 då det förstördes i en brittisk bombräd under andra världskriget var det beläget vid Augustusplatz. År 2004 invigdes de nya lokalerna vid Katharinenstraße 10. Den nya byggnaden ritades av arkitekterna Karl Hufnagel, Peter Pütz and Michael Rafaelian. 
Samlingen är en av Tysklands största och omfattar konst från sen medeltid till modernismen. Den består av omkring 4600 målningar, 1800 skulpturer, 5000 fotografier och mer än 70 000 teckningar m.m. Bland representerade konstnärer finns Frans Hals, Lucas Cranach den äldre, Caspar David Friedrich, Andreas Achenbach, Camille Corot, Charles-François Daubigny, Jean-François Millet, Eugène Delacroix, Edgar Degas, Claude Monet, Max Klinger och Max Beckmann.   

## Bilder

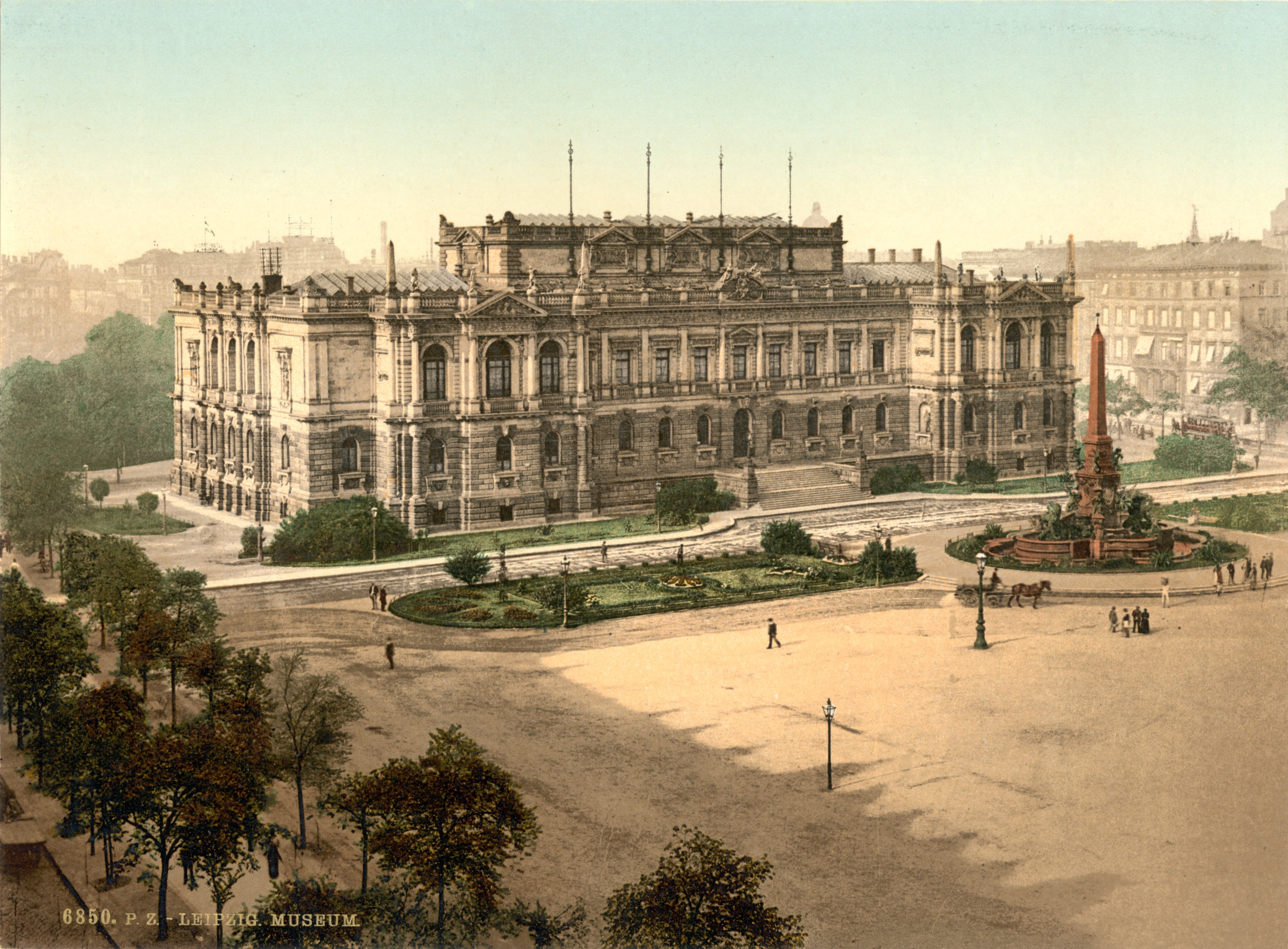
Museibyggnaden vid Augustusplatz omkring 1890.
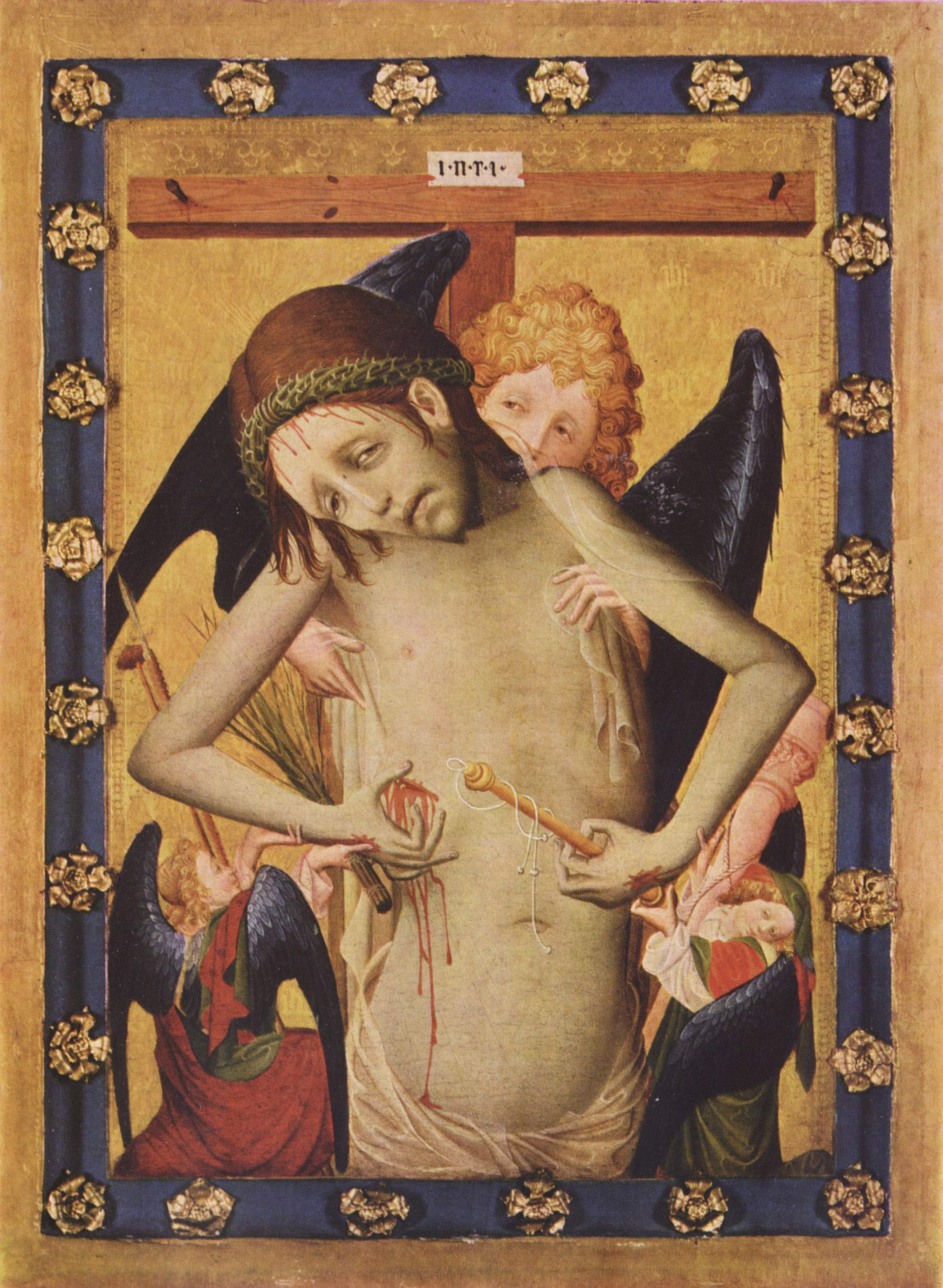
Meister Franckes målning Smärtomannen (omkring 1430).
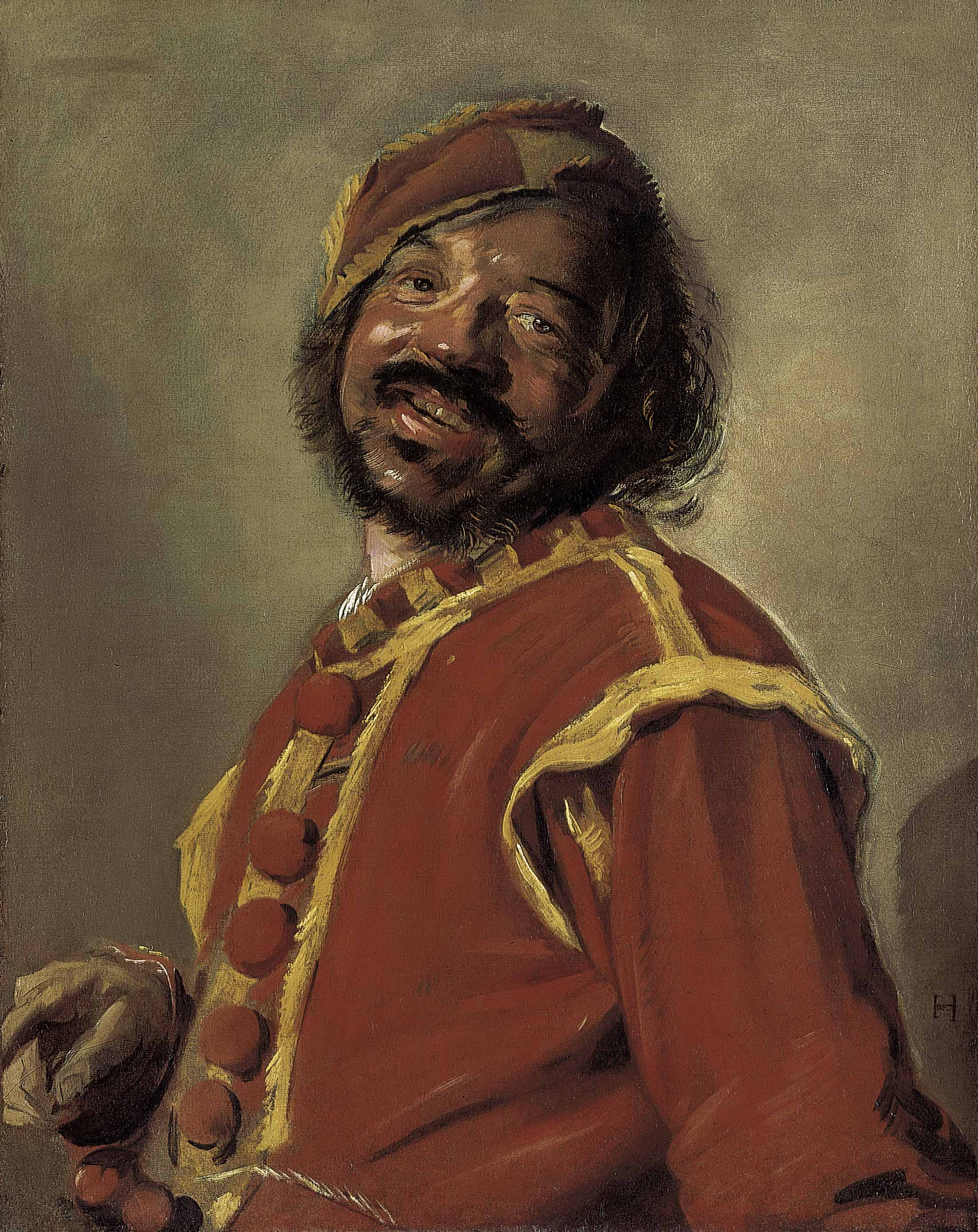
Frans Hals målning Mulatten (1628).
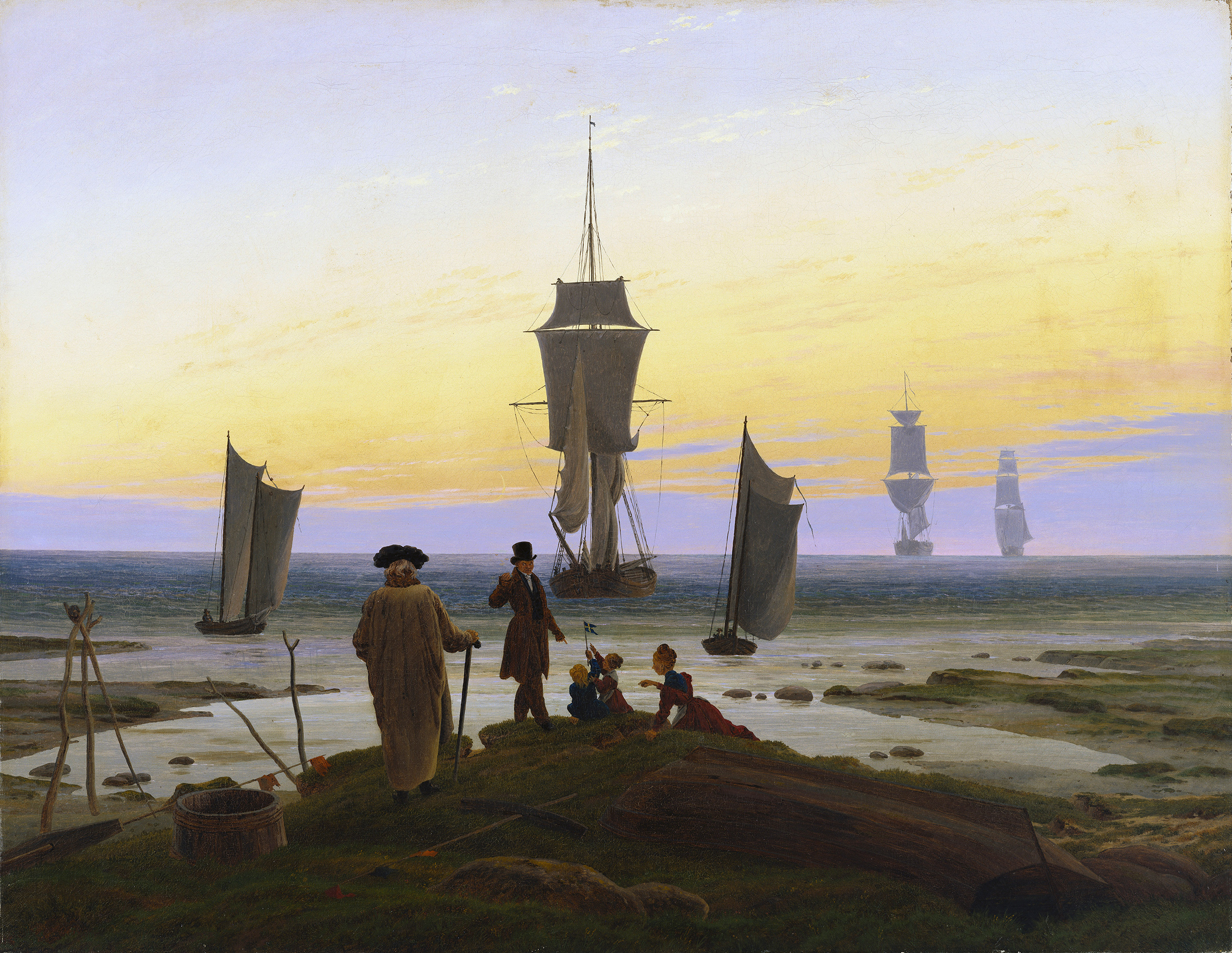
Caspar David Friedrich målning Livsåldrarna (1834).
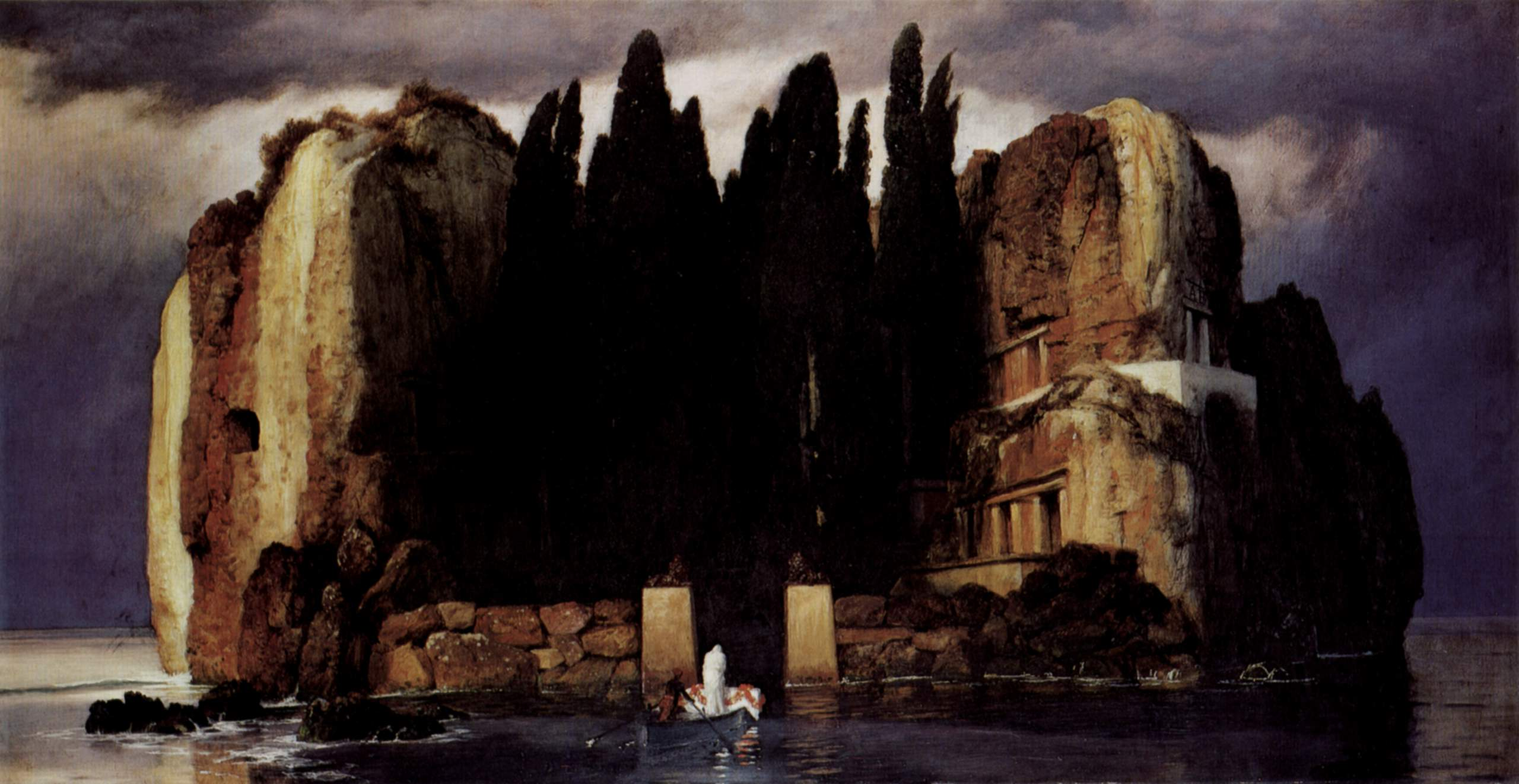
Arnold Böcklins målning Dödens ö (1885)